# Giannino Pieralisi Volley 2005-2006
Questa voce raccoglie le informazioni riguardanti il Giannino Pieralisi Volley nelle competizioni ufficiali della stagione 2005-2006.

## Stagione
La stagione 2005-06 è per il Giannino Pieralisi Volley, sponsorizzato dalla Monte Schiavo e dalla Banca Marche, la quinta consecutiva in Serie A1; in panchina viene chiamato l'allenatore Emanuele Fracascia, mentre la rosa viene quasi del tutto rivoluzionata: partenze importanti come quella di Eleonora Lo Bianco, Stacy Sykora e Manuela Leggeri vengono rimpiazzate dagli acquisti di Ljubov' Sokolova, Darina Mifkova e Isabella Zilio; tra le conferme: Elisa Togut e Marcela Ritschelová.
Il campionato inizia con cinque vittorie consecutive, che spingono la squadra in testa alla classifica: la prima sconfitta arriva alla sesta giornata contro l'Asystel Volley, seguita da un altro stop contro il Volley Bergamo; il resto del girone d'andata invece è caratterizzato solo da successi, concludendo la prima parte del torneo al primo posto in classifica. Il girone di ritorno si apre con una vittoria e una sconfitta: dopo altri tre successi consecutivi, la formazione di Jesi incappa in tre insuccessi, per poi chiudere la regular season al quinto posto grazie alle ultime tre gare vinte. Nei quarti di finale dei play-off scudetto incontra la Pallavolo Sirio Perugia: dopo aver perso gara 1, vince le due seguenti, qualificandosi per il turno successivo; in semifinale la sfida è contro il Robursport Volley Pesaro ed anche in questo caso vince le tre gare utili per qualificarsi alla finale dove si imbatte contro il Volley Bergamo: le orobiche chiudono la serie in tre gare.
Tutte le squadre partecipanti alla Serie A1 2005-06 hanno il diritto di giocare la Coppa Italia: il Giannino Pieralisi Jesi inizia dagli ottavi di finale, dove vince contro il Vicenza Volley sia nella gara di andata e quella di ritorno; in egual modo supera anche il Forlì nei quarti di finale qualificandosi per la Final Four di Perugia. In semifinale la sfida è contro le padrone di casa della Pallavolo Sirio Perugia che vengono sconfitte per 3-2, mentre il successo nel torneo sfugge all'ultimo atto con la vittoria in finale del Volley Bergamo per 3-1.

## Organigramma societario
Area direttiva
- Presidente: Gennaro Pieralisi

Area tecnica
- Allenatore: Emanuele Fracascia
- Allenatore in seconda: Marc De Haan
- Scout man: Raffaele Romagnoli

Area sanitaria
- Medico: Daniele Lenti
- Preparatore atletico: Giovanni Galeazzi
- Fisioterapista: Gianni Serrani
- Massaggiatore: Francesco Pieralisi

## Rosa
| N° | Nome                | Ruolo | Data di nascita   | Nazionalità sportiva |
| -- | ------------------- | ----- | ----------------- | -------------------- |
| 1  | Valeria Cimoli      | P     | 8 gennaio 1986    | Italia               |
| 2  | Ilijana Petkova     | C     | 10 novembre 1977  | Bulgaria             |
| 3  | Elisa Togut         | S/O   | 14 maggio 1978    | Italia               |
| 4  | Ludovica Orazi      | S     | 29 maggio 1987    | Italia               |
| 5  | Ljubov' Sokolova    | S     | 4 dicembre 1977   | Russia               |
| 6  | Sofia Arimattei     | S     | 17 gennaio 1981   | Italia               |
| 7  | Neli Marinova       | P     | 27 maggio 1971    | Bulgaria             |
| 8  | Giulia Borgogelli   | S     | 29 settembre 1982 | Italia               |
| 9  | Marcela Ritschelová | C     | 9 ottobre 1972    | Rep. Ceca            |
| 10 | Isabella Zilio      | L     | 5 marzo 1983      | Italia               |
| 11 | Darina Mifkova      | S     | 24 maggio 1974    | Italia               |
| 12 | Erin Aldrich        | C     | 27 dicembre 1977  | Stati Uniti          |
| 13 | Arianna Argentati   | C     | -                 | Italia               |
| 13 | Giulia Bartolini    | C     | 19 ottobre 1992   | Italia               |
| 13 | Alessia Travaglini  | C     | 10 aprile 1988    | Italia               |
| 13 | Irene Padua         | C     | 19 febbraio 1989  | Italia               |

## Mercato
| Acquisti | Acquisti          | Acquisti      | Acquisti   |
| R.       | Nome              | da            | Modalità   |
| -------- | ----------------- | ------------- | ---------- |
| C        | Erin Aldrich      | Reggio Emilia | definitivo |
| C        | Arianna Argentati | ?             | definitivo |
| S        | Sofia Arimattei   | River         | definitivo |
| C        | Giulia Bartolini  | ?             | definitivo |
| P        | Neli Marinova     | Chieri        | definitivo |
| S        | Darina Mifkova    | Forlì         | definitivo |
| C        | Irene Padua       | ?             | definitivo |
| S        | Ljubov' Sokolova  | Bergamo       | definitivo |
| L        | Isabella Zilio    | Vicenza       | definitivo |

| Cessioni | Cessioni           | Cessioni    | Cessioni   |
| R.       | Nome               | a           | Modalità   |
| -------- | ------------------ | ----------- | ---------- |
| S        | Barbara De Luca    | Airone      | definitivo |
| S        | Elena Koleva       | River       | definitivo |
| C        | Manuela Leggeri    | Club Padova | definitivo |
| P        | Eleonora Lo Bianco | Bergamo     | definitivo |
| S        | Hanka Pachale      | Chieri      | definitivo |
| L        | Stacy Sykora       | Las Palmas  | definitivo |
| S/O      | Carmen Țurlea      | Santeramo   | definitivo |
| P        | Francesca Vannini  | Club Padova | definitivo |

## Risultati

### Serie A1

#### Girone di andata
| 1ª giornata - 9 ottobre 2005 PalaTriccoli, Jesi                   | Giannino Pieralisi | 3 - 0 | Santeramo          | 25-21, 25-18, 25-21               |
| 2ª giornata - 13 ottobre 2005 PalaDionigi, Sant'Angelo in Lizzola | Robursport Pesaro  | 1 - 3 | Giannino Pieralisi | 17-25, 25-21, 18-25, 17-25        |
| 3ª giornata - 16 ottobre 2005 PalaTriccoli, Jesi                  | Giannino Pieralisi | 3 - 0 | Chieri             | 25-19, 25-13, 25-20               |
| 4ª giornata - 29 ottobre 2005 PalaCasoria, Casoria                | Arzano             | 1 - 3 | Giannino Pieralisi | 25-23, 19-25, 15-25, 15-25        |
| 5ª giornata - 6 novembre 2005 PalaEvangelisti, Perugia            | Sirio Perugia      | 2 - 3 | Giannino Pieralisi | 16-25, 25-23, 23-25, 25-18, 13-15 |
| 6ª giornata - 27 novembre 2005 PalaTriccoli, Jesi                 | Giannino Pieralisi | 0 - 3 | Asystel            | 20-25, 18-25, 18-25               |
| 7ª giornata - 4 dicembre 2005 PalaNorda, Bergamo                  | Bergamo            | 3 - 1 | Giannino Pieralisi | 25-21, 23-25, 25-16, 25-20        |
| 8ª giornata - 10 dicembre 2005 PalaTriccoli, Jesi                 | Giannino Pieralisi | 3 - 1 | Club Padova        | 25-23, 19-25, 25-18, 25-20        |
| 9ª giornata - 18 dicembre 2005 PalaTriccoli, Jesi                 | Giannino Pieralisi | 3 - 0 | Forlì              | 25-15, 29-27, 25-17               |
| 10ª giornata - 8 gennaio 2006 Palasport Città di Vicenza, Vicenza | Vicenza            | 0 - 3 | Giannino Pieralisi | 22-25, 21-25, 23-25               |
| 11ª giornata - 15 gennaio 2006 PalaTriccoli, Jesi                 | Giannino Pieralisi | 3 - 1 | Airone             | 22-25, 25-23, 25-12, 25-19        |

#### Girone di ritorno
| 12ª giornata - 22 gennaio 2006 PalaCooper, Santeramo in Colle | Santeramo          | 2 - 3 | Giannino Pieralisi | 25-23, 25-20, 17-25, 25-27, 14-16 |
| 13ª giornata - 25 gennaio 2006 PalaTriccoli, Jesi             | Giannino Pieralisi | 0 - 3 | Robursport Pesaro  | 23-25, 23-25, 20-25               |
| 14ª giornata - 29 gennaio 2006 PalaMaddalene, Chieri          | Chieri             | 2 - 3 | Giannino Pieralisi | 19-25, 22-25, 29-27, 25-22, 17-19 |
| 15ª giornata - 5 febbraio 2006 PalaTriccoli, Jesi             | Giannino Pieralisi | 3 - 0 | Arzano             | 28-26, 25-15, 25-20               |
| 16ª giornata - 19 febbraio 2006 PalaTriccoli, Jesi            | Giannino Pieralisi | 3 - 0 | Sirio Perugia      | 28-26, 25-23, 25-23               |
| 17ª giornata - 26 febbraio 2006 PalaDalLago, Novara           | Asystel            | 3 - 1 | Giannino Pieralisi | 25-22, 22-25, 25-21, 25-22        |
| 18ª giornata - 5 marzo 2006 PalaTriccoli, Jesi                | Giannino Pieralisi | 2 - 3 | Bergamo            | 25-22, 21-25, 25-22, 22-25, 11-15 |
| 19ª giornata - 12 marzo 2006 PalaArcella, Padova              | Club Padova        | 3 - 1 | Giannino Pieralisi | 25-17, 22-25, 25-23, 25-18        |
| 20ª giornata - 19 marzo 2006 PalaGalassi, Forlì               | Forlì              | 1 - 3 | Giannino Pieralisi | 19-25, 11-25, 25-21, 25-27        |
| 21ª giornata - 26 marzo 2006 PalaTriccoli, Jesi               | Giannino Pieralisi | 3 - 1 | Vicenza            | 25-23, 25-23, 25-27, 25-21        |
| 22ª giornata - 2 aprile 2006 PalaITC, Tortolì                 | Airone             | 0 - 3 | Giannino Pieralisi | 25-27, 14-25, 22-25               |

#### Play-off scudetto
| Quarti di finale (gara 1) - 5 aprile 2006 PalaEvangelisti, Perugia       | Sirio Perugia      | 3 - 0 | Giannino Pieralisi | 25-17, 25-15, 25-19              |
| Quarti di finale (gara 2) - 9 aprile 2006 PalaTriccoli, Jesi             | Giannino Pieralisi | 3 - 0 | Sirio Perugia      | 25-16, 25-21, 25-17              |
| Quarti di finale (gara 3) - 12 aprile 2006 PalaEvangelisti, Perugia      | Sirio Perugia      | 1 - 3 | Giannino Pieralisi | 24-26, 20-25, 25-21, 25-27       |
| Semifinali (gara 1) - 15 aprile 2006 PalaDionigi, Sant'Angelo in Lizzola | Robursport Pesaro  | 2 - 3 | Giannino Pieralisi | 25-15, 25-21, 23-25, 19-25, 9-15 |
| Semifinali (gara 2) - 19 aprile 2006 PalaTriccoli, Jesi                  | Giannino Pieralisi | 3 - 0 | Robursport Pesaro  | 25-23, 25-19, 25-23              |
| Semifinali (gara 3) - 22 aprile 2006 PalaDionigi, Sant'Angelo in Lizzola | Robursport Pesaro  | 1 - 3 | Giannino Pieralisi | 17-25, 25-20, 26-28, 18-25       |
| Finale (gara 1) - 3 maggio 2006 PalaNorda, Bergamo                       | Bergamo            | 3 - 1 | Giannino Pieralisi | 16-25, 25-21, 25-22, 25-15       |
| Finale (gara 2) - 7 maggio 2006 PalaTriccoli, Jesi                       | Giannino Pieralisi | 1 - 3 | Bergamo            | 25-19, 16-25, 26-28, 21-25       |
| Finale (gara 3) - 10 maggio 2006 PalaNorda, Bergamo                      | Bergamo            | 3 - 0 | Giannino Pieralisi | 25-17, 25-19, 25-22              |

### Coppa Italia

#### Fase a eliminazione diretta
| Ottavi di finale (andata) - 2 novembre 2005 PalaArcella, Padova | Club Padova        | 1 - 3 | Giannino Pieralisi | 25-27, 25-17, 22-25, 23-25        |
| Ottavi di finale (ritorno) - 7 dicembre 2005 PalaTriccoli, Jesi | Giannino Pieralisi | 3 - 2 | Club Padova        | 18-25, 25-19, 25-14, 18-25, 15-8  |
| Quarti di finale (andata) - 1º febbraio 2006 PalaGalassi, Forlì | Forlì              | 0 - 3 | Giannino Pieralisi | 17-25, 15-25, 17-25               |
| Quarti di finale (ritorno) - 8 febbraio 2006 PalaTriccoli, Jesi | Giannino Pieralisi | 3 - 0 | Forlì              | 25-16, 25-21, 25-18               |
| Semifinali - 11 febbraio 2006 PalaEvangelisti, Perugia          | Giannino Pieralisi | 3 - 2 | Sirio Perugia      | 27-25, 23-25, 25-19, 21-25, 15-12 |
| Finale - 12 febbraio 2006 PalaEvangelisti, Perugia              | Giannino Pieralisi | 1 - 3 | Bergamo            | 22-25, 15-25, 25-23, 14-25        |

## Statistiche

### Statistiche di squadra
| Competizione | Punti | In casa | In casa | In casa | In trasferta | In trasferta | In trasferta | Totale | Totale | Totale |
| Competizione | Punti | G       | V       | P       | G            | V            | P            | G      | V      | P      |
| ------------ | ----- | ------- | ------- | ------- | ------------ | ------------ | ------------ | ------ | ------ | ------ |
| Serie A1     | 46    | 14      | 10      | 4       | 17           | 11           | 6            | 31     | 21     | 10     |
| Coppa Italia | -     | 2       | 2       | 0       | 2            | 2            | 0            | 6      | 5      | 1      |
| Totale       | -     | 16      | 12      | 4       | 19           | 13           | 6            | 37     | 26     | 11     |

G = partite giocate; V = partite vinte; P = partite perse

### Statistiche dei giocatori
| Giocatore      | Serie A1 | Serie A1 | Serie A1 | Serie A1 | Serie A1 | Coppa Italia | Coppa Italia | Coppa Italia | Coppa Italia | Coppa Italia | Totale | Totale | Totale | Totale | Totale |
| Giocatore      | P        | PT       | AV       | MV       | BV       | P            | PT           | AV           | MV           | BV           | P      | PT     | AV     | MV     | BV     |
| -------------- | -------- | -------- | -------- | -------- | -------- | ------------ | ------------ | ------------ | ------------ | ------------ | ------ | ------ | ------ | ------ | ------ |
| E. Aldrich     | 30       | 219      | 164      | 52       | 3        | 6            | 49           | 39           | 9            | 1            | 36     | 268    | 203    | 61     | 4      |
| A. Argentati   | -        | -        | -        | -        | -        | -            | -            | -            | -            | -            | -      | -      | -      | -      | -      |
| S. Arimattei   | 25       | 129      | 106      | 15       | 8        | 2            | 6            | 6            | 0            | 0            | 27     | 135    | 112    | 15     | 8      |
| G. Bartolini   | 1        | 3        | 3        | 0        | 0        | -            | -            | -            | -            | -            | 1      | 3      | 3      | 0      | 0      |
| G. Borgogelli  | 30       | 25       | 15       | 5        | 5        | 6            | 7            | 5            | 2            | 0            | 36     | 32     | 20     | 7      | 5      |
| V. Cimoli      | 5        | 0        | 0        | 0        | 0        | 2            | 0            | 0            | 0            | 0            | 7      | 0      | 0      | 0      | 0      |
| N. Marinova    | 31       | 50       | 21       | 12       | 17       | 6            | 12           | 7            | 5            | 0            | 37     | 62     | 28     | 17     | 17     |
| D. Mifkova     | 21       | 175      | 141      | 24       | 10       | 6            | 43           | 35           | 6            | 2            | 27     | 218    | 176    | 30     | 12     |
| L. Orazi       | 12       | 2        | 1        | 1        | 0        | 6            | 5            | 4            | 0            | 1            | 18     | 7      | 5      | 1      | 1      |
| I. Padua       | -        | -        | -        | -        | -        | -            | -            | -            | -            | -            | -      | -      | -      | -      | -      |
| I. Petkova     | 23       | 129      | 80       | 43       | 6        | 4            | 17           | 9            | 6            | 2            | 27     | 146    | 89     | 49     | 8      |
| M. Ritschelová | 25       | 222      | 167      | 44       | 11       | 5            | 37           | 28           | 9            | 0            | 30     | 259    | 195    | 53     | 11     |
| L. Sokolova    | 28       | 543      | 463      | 46       | 34       | 6            | 113          | 90           | 13           | 10           | 34     | 656    | 553    | 59     | 44     |
| E. Togut       | 30       | 563      | 493      | 46       | 24       | 6            | 107          | 89           | 13           | 5            | 36     | 670    | 582    | 59     | 29     |
| A. Travaglini  | 3        | 4        | 2        | 2        | 0        | 1            | 0            | 0            | 0            | 0            | 4      | 4      | 2      | 2      | 0      |
| I. Zilio       | 31       | -        | -        | -        | -        | 6            | -            | -            | -            | -            | 37     | -      | -      | -      | -      |

P = presenze; PT = punti totali; AV = attacchi vincenti; MV = muri vincenti; BV = battute vincenti